# Kežmarok
Kežmarok er en by i det nordlige Slovakiet, i regionen Prešov. Kežmarok er beliggende på sletten sydøst for bjergkæden Tatra.  Byen har et areal på 24,83 km² og en befolkning på 15.304(2023) indbyggere.

## Eksterne links
Officiel hjemmeside
- Wikimedia Commons har flere filer relateret til Kežmarok